# (10439) van Schooten
(10439) van Schooten (6676 P-L) – planetoida z grupy pasa głównego asteroid okrążająca Słońce w ciągu 5,18 lat w średniej odległości 2,99 j.a. Odkryta 24 września 1960 roku.